# 広島の楽しい100人
広島の楽しい100人（ひろしまのたのしいひゃくにん）とは、「広島の楽しい100人」運営委員会により、広島で2ヶ月に1度、奇数月に開催されるトークイベント。

## 概要
広島で活動している「楽しい」人にスポットを当て、15分間のスピーチを基調とする会となっている。毎回4名の登壇者がスピーチする。100人になるまで会は実施すると公言している。
2014年9月より隔月（奇数月）開催され、現在、会場は合人社ウェンディひと・まちプラザ6Fのマルチメディアスタジオで行われている。
2015年7月25日(土)は、広島市のコワーキングスペース「ShakeHands」にて開催された。
次回の開催概要は公式のFacebook上で行われる。1ヶ月前より申し込みが行われる。予約がなくても当日参加が可能。
参加者は50〜100名程度。登壇者にあわせて参加者も変わるのが特徴の一つ。
イベントはYouTube Liveでネット中継され、過去の動画はYouTubeでアーカイブもされている。

## イベント背景
2014年6月に広島県主催の人材集積プロジェクト「ヒロハタ」に、北海道の楽しい100人を運営している佐藤みつひろがゲスト出演した。佐藤が壇上からヒロハタのキックオフイベント参加者へ、広島の楽しい100人の開催を呼びかけ、有志によって、広島の楽しい100人を開催する運びとなった。
偉大な成功者の講演ではなく等身大の身近な体験を語ってもらおうという考えで、原則として広島県在住者に限定した登壇者を選定している。
登壇したスピーカー同士が新たなコラボをしていたり、参加者との協業もはじまっている。

## 懇親会
登壇した登壇者と膝を突き合わせお話をしようと初回から行われている。
基本的に参加希望は事前申し込みで受け付けているが、欠員が出た場合はイベント終了後に懇親会の申し込みも行われる。

## 実績
2016年3月　ひろしま発 人材集積促進プロジェクト「ヒロハタ」にて、ヒロハタ賞（優秀賞）受賞

## 運営
イベントの趣旨に賛同した、「普通の広島県民」が運営。「普通の広島県民」ゆえ、転勤や就職、進学などで運営メンバーにはかなり変化があるものの、運営は継続されている。
特筆すべきはその運営形態で、運営メンバーはそれぞれが持つ「スキル」をボランティアとして提供することで成り立っている。イベントのテーマをしっかりと共有し、その上で
撮影が得意なもの、デザインを生業とするメンバー、サイト制作を生業とするメンバー、とそれぞれが自分が「できる」ことを提供することで、ふた月に一度という頻度のイベントが成立している。
また、一時期まで運営メンバー全員が「県外出身者」であり、ある時期から「そんなに皆が広島がすごいって言うんなら・・・」と広島出身者も手伝うようになったというのは興味深い笑い話である。
運営と参加者、運営と登壇者との間のコラボレーションも多く生まれている。